# Digital Leadership
Digital Leadership ist ein wissenschaftliches Konzept zur Definition der Aufgaben und Werkzeuge der Führung in Zeiten der Digitalisierung allgemein und in Phasen der Transformation in die Digitalisierung im Speziellen. Zuerst erarbeitet und erwähnt wurde er von Utho Creusen an der Katholischen Universität Eichstätt/Ingolstadt im Zusammenhang mit der Untersuchung von Führung in Start-Ups. Andere Autoren verwenden den Begriff Leadership 4.0, um ein vergleichbares Führungskonzept zu beschreiben. Aktuelle Forschung verweist hierbei auf die zunehmende Bedeutung pluraler Führungsformen (Plural Leadership).

## Führungsansätze

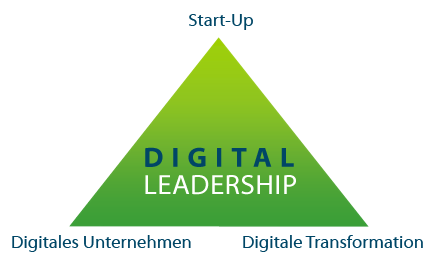
Grafik Führungsansätze: Start-Up, Digitales Unternehmen, Digitale Transformation

Es werden die Bereiche Führen in Start-Ups, Führen in Digitalunternehmen und Führen in der digitalen Transformation unterschieden und jeweils Schlussfolgerungen für die verschiedenen Führungsansätze gezogen (s. Grafik Führungsansätze). Ausgangspunkt ist die Erkenntnis, dass digital führende Unternehmen je nach digitalem Reifegrad (Digital Readiness), höhere Umsätze, Erträge und Unternehmenswerte erzielen. Untersucht wurden die digitalen Technologien und deren Auswirkungen auf die Organisation und Produktivität von Menschen mit dem Ergebnis, dass digitale Technologien durch kostenfreie Reproduzierbarkeit, unbegrenzte Übertragbarkeit und Fehlerfreiheit der Kopien sich grundsätzlich von allen anderen Technologien unterscheiden und somit eine neue technologische Revolution auslösen werden. Bereits heute beeinflusst diese Entwicklung alle Branchen und lässt fast täglich neue Wettbewerber entstehen.

## Auswirkungen

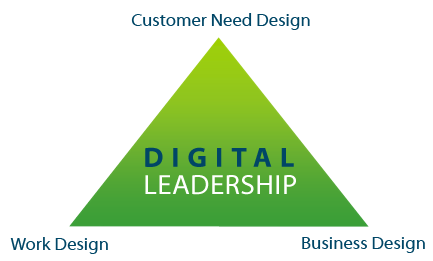
Grafik Auswirkungen: Customer Need Design, Work Design, Business Design

Digital Leadership wirkte sich zuerst auf die Arbeitsgestaltung aus (s. Grafik Auswirkungen, Work Design). Zahlreiche Unternehmen experimentieren mit flexiblen Arbeitszeiten, flexiblen und mobilen Arbeitsorten, Teamwork ohne persönliche Präsenz etc. Neben der Arbeitsgestaltung werden zunehmend auch Führungs- und Strukturprinzipien von Organisationen überdacht. Dies führt zu einer Welle von Modellen der Vernetzung, Offenheit, Partizipation und Agilität, die alle einer Analyse hinsichtlich der Auswirkungen auf Produktivität und Zufriedenheit der Mitarbeiter unterzogen werden. Dies löst erneut Diskussionen über die Unterschiede von Management und Leadership aus. In Anlehnung an die Theorien von John P. Kotter wird dem Management eher die Aufgabe der Komplexitätsreduktion zugeordnet während dem Leadership die Funktion der Veränderung zugedacht wird.
Eines der Kernelemente des Digital Leadership (nach Creusen) ist die Weiterentwicklung partizipativer Führungsmodelle. Damit werden größere Grade an Schnelligkeit, Agilität und Flexibilität in den Entscheidungen erzielt. Ziel dieser Maßnahmen ist es disruptiven Geschäftsmodellen von Konkurrenten vorzubeugen oder zumindest schneller auf diese reagieren zu können(s. Grafik Auswirkungen, Business Design). In diesem Zusammenhang untersucht die Digital Leadership-Forschung auch die Bedingungen und Folgen der Disruption (und damit auch der Kannibalisierung) selbst. Methodisch ergeben sich deutliche Schnittmengen zum Positive-Leadership-Ansatz mit dem Ausbau von Stärken, der Formulierung langfristiger Visionen und der Entstehung von Begeisterung durch Flow. Ein weiteres Kernelement des Digital Leadership Ansatzes ist die ausgeprägte Kundenorientierung (s. Grafik Auswirkungen, Customer Need Design). Hierbei geht es um die Schaffung eines tiefen Verständnisses von Kundennutzen durch Techniken wie die des Design Thinking, der schnellen Erstellung von Prototypen zum Test der Kundenreaktionen (Minimal Viable Product) und des schnellen Aussortierens und Weiterentwickelns von Geschäftsmodellen (Fail-Fast). Ebenso geht es hierbei um die Nutzung von Big Data zur Generierung von intensiven Kundenkontakten durch die Bearbeitung von Kundendaten mit Algorithmen, um Vorhersagen von Kundenverhalten zu ermöglichen.